# 金英玉 (篮球运动员)
金英玉（韓語：김영옥，1974年3月4日—），韩国篮球运动员。她曾代表韩国参加2004年夏季奥运会和2008年夏季奥运会女子篮球比赛，分别获得第十二名和第八名。她也参加过2002年亚洲运动会，最终获得银牌。